# 日高信六郎
日高信六郎（日語：日高 信六郎/ひだか しんろくろう，1893年4月10日—1976年6月18日），日本的外交官、登山家，曾担任日本驻意大利大使、日本驻上海总领事。